# Vũ Văn Thái
Vũ Văn Thái (tiếng Trung: 宇文泰; bính âm: Yǔwén Tài) (507 – 556), biệt danh là Hắc Thát (黑獺), tước hiệu là An Định Văn công (安定文公) sau được nhà Bắc Chu truy tôn là miếu hiệu Thái Tổ (太祖), thụy hiệu Văn vương (文王) sau đó là Văn hoàng đế (文皇帝), dân tộc Tiên Ti, là người chấp chính của chính quyền Tây Ngụy, một quốc gia kế tục của nhà Bắc Ngụy thời Nam Bắc triều trong lịch sử Trung Quốc.
Năm 534, nhân Bắc Ngụy Hiếu Vũ Đế đào tẩu về phía tây để chống lại sự chuyên quyền của tướng Cao Hoan, Vũ Văn Thái chớp lấy thời cô nghênh tiếp thánh giá. Năm 535, Thái hạ độc giết Hiếu Vũ Đế, lập người anh rể của mình là Nguyên Bảo Cự lên ngôi, tức là Tây Ngụy Văn Đế, cùng khi ở ở phía đông, Cao Hoan đã lập Đông Ngụy Hiếu Tĩnh Đế. Từ đó Bắc Ngụy bị phân liệt thành 2 chính quyền là Đông Ngụy do Cao Hoan kiểm soát và Tây Ngụy do chính Thái kiểm soát. Trong những năm sau đó, Vũ Văn Thái nỗ lực chấn hưng, đánh bại nhiều cuộc tấn công của Cao Hoan, từ đó đưa Tây Ngụy từ thế yếu nhược so với Đông Ngụy mà trở nên lớn mạnh. Sau khi ông qua đời, con trai ông là Vũ Văn Giác đoạt ngôi nhà Ngụy, kiến lập ra nhà Bắc Chu

## Sự nghiệp ban đầu
Vũ Văn Thái chào đời năm 507. Ông là hậu duệ của vị thủ lĩnh cuối cùng của bộ lạc Vũ Văn - Vũ Văn Dật Đậu Quy, người bị đánh bại và thu phục bởi Hoàng đế Tiền Yên Mộ Dung Hoảng. Con cháu họ Vũ Văn sau đó phục vụ cho Tiền Yên và quốc gia kế tục của nó là Hậu Yên. Sau này, Bắc Ngụy khi khởi, giết được Hoàng đế Hậu Yên Mộ Dung Bảo. Cao tổ phụ của Vũ Văn Thái là Vũ Văn Lăng nhân đó đầu hàng Bắc Ngụy, và từ đó định cư ở  Vũ Xuyên . Phụ thân của Vũ Văn Thái, Vũ Văn Quăng (宇文肱) nổi tiếng là một vị tướng tài trên chiến trường. Năm 524, khi chính quyền Bắc Ngụy bị nguy khốn bởi phong trào khởi nghĩa nông dân, thì Vũ Xuyên bị bao vây bởi một thủ lĩnh phản quân là Phá Lục Hàn Bạt Lăng (破六韓拔陵). Vũ Văn Quăng và cộng sự là Hạ Bạt Độ Bạt đã dùng kế phục kích và giết chết tướng dưới trướng Bạt Lăng là Vệ Khả Cô, tạm thời bảo vệ được trấn thành. Có thể từ thời điểm này, Vũ Văn Thái đã gặp là kết bạn với con trai của họ Hạ Bạt là Hạ Bạt Nhạc.
Tuy nhiên ít lâu sau đó, trước sự tấn công trở lại của phản quân, Vũ Văn Quăng và các con trai chạy đến Trung Sơn , và bị buộc phải gia nhập vào lực lượng của thú lĩnh nổi dậy khác, Tiên Vu Tu Lễ. Vũ Văn Quăng sau đó chết trong một cuộc chiến với quân triều đình Bắc Ngụy, còn anh em Vũ Văn Thái vẫn tiếp tục phục vụ cho Tiên Vu Tu Lễ. Sau khi Tu Lễ bị tướng triều đình là Nguyên Hồng Nghiệp giết chết năm 526, tướng dưới trướng là Cát Vinh (葛榮) lại giết Hồng Nghiệp và lên nắm quyền chỉ huy nghĩa quân, cho Vũ Văn Thái, khi ấy mới 18 tuổi, làm tướng. Tuy nhiên, Vũ Văn Thái nhận thấy Cát Vinh không phải là minh chủ và đã tính tới việc đào ngũ cùng với các anh em của mình. Nhưng trước khi ông thực hiện kế hoạch này thì Cát Vinh đã bị đánh bại bởi tướng triều đình Bắc Ngụy là Nhĩ Chu Vinh vào năm 528. Anh em Thái lại theo Nhĩ Chu Vinh. Vinh không tin anh em họ Vũ Văn, giết anh Thái là Vũ Văn Lạc Sinh. Thái phải van xin mới được tha mạng.
Năm 529, Bắc Hải vương nhà Bắc Ngụy là Nguyên Hạo, dưới sự trợ giúp của nhà Lương, đã tấn công Bắc Ngụy Hiếu Trang Đế và áp sát thành Lạc Dương, sau đó tự xưng đế. Hiếu Trang Đế bỏ trốn đến phía bắc sông Hoàng Hà, còn Nhĩ Chu Vinh tiến quân về phía nam, cử Hạ Bạt Nhạc nắm giữ một cánh quân. Nhạc dùng Thái làm phụ tá cho mình, và sau khi Nhĩ Chu Vinh đánh bại Nguyên Hạo, đưa nhà vua về Lạc Dương, Vũ Văn Thái được thưởng công và phong chức Ninh Đô tử.
Năm 530, Nhĩ Chu Vinh sai cháu là Nhĩ Chu Thiên Quang cùng Hạ Bạt Nhạc và Hầu Mạc Trần Duyệt (侯莫陳悅) dẫn quân tấn công thủ lĩnh khởi nghĩa là Vạn Sĩ Xú Nô (万俟醜奴), đang cát cứ các tỉnh phía tây. Vũ Văn Thái tiếp tục phục vụ dưới trướng Hạ Bạt Nhạc. Sau khi Thiên Quang tiêu diệt Xú Nô, đã phong Vũ Văn Thái làm Thứ sử Nguyên châu , và trong thời gian này, ông quản lý địa phương bằng chính sách nhân từ, khiến người trong châu truyền tụng nha rằng "Nếu ông Vũ Văn đến đây sớm hơn, thì chúng ta đâu cần phải theo quân tạo phản?"

## Cát cứ Quan Trung
Cuối năm 530, do lo ngại Nhĩ Chu Vinh sẽ cướp ngôi vào một ngày không xa, Hiếu Trang Đế đã giết chết Vinh trong cung. Ngay sau đó, các thành viên gia tộc Nhĩ Chu tạo phản, dẫn đầu là Nhĩ Chu Triệu và Nhĩ Chu Thế Long. Quân Nhĩ Chu nhanh chóng tấn công kinh thành, bắt giết nhà vua, lập Trường Quảng vương Nguyên Diệp, sau lại lập Quảng Lăng vương Nguyên Cung, tức là Bắc Ngụy Tiết Mẫn Đế. Năm 531, tướng Cao Hoan khởi binh chống lại họ Nhĩ Chu. Nhĩ Chu Thiên Quang khởi hành từ Trường An tiến về phía đông để hỗ trợ các cánh quân Nhĩ Chu khác. Khi Thiên Quang rời đi, Thái khuyên Hạ Bạt Nhạc nên chống lại họ Nhĩ Chu, và Nhạc nghe theo, đem quân tấn công và đánh bại em của Thiên Quang là Nhĩ Chu Hiển Thọ (爾朱顯壽). Từ đó Hạ Bạt Nhạc cùng Hầu Mạc Trần Duyệt chia nhau cát cứ vùng Quan Trung. Năm 532, Cao Hoan diệt họ Nhĩ Chu, đồng thời phế Tiết Mẫn Đế, lập Bình Dương vương Nguyên Tu lên ngôi, là Hiếu Vũ Đế. Nhạc nắm quyền ở Quan Trung, rất tin tưởng Thái và thường hỏi ý kiến ông về các việc quan trọng.
Năm 533, Nhạc cử Thái làm sứ giả đến gặp Cao Hoan, tiếng là cống nạp nhưng thực chất là quan sát thái độ của ông ta. Khi Cao Hoan gặp Vũ Văn Thái, ông ta đã rất ấn tượng với cách đối đáp của Thái và muốn bắt giữ ông về dưới trướng của mình, nhưng Thái biết được việc ấy nên đã trốn thoát về Quan Trung. Sau đó ông lại được cử vào cung yết kiến Hiếu Vũ Đế, người lúc này cũng đang e sợ quyền thế của Cao Hoan quá lớn mạnh. Thái trở thành trung gian cho một minh ước bí mật giữa nhà vua với Hạ Bạt Nhạc để cùng chống lại Hoan. Nhạc bèn đề cử Thái làm Thứ sử Hạ châu .
Vào lúc này, Hạ Bạt Nhạc, đang liên minh với Hầu Mạc Trần Duyệt và kiểm soát hầu hết các châu phía tây. Tuy nhiên vào lúc đó có Thứ sử Linh châu , phục tùng Cao Hoan và không theo lệnh của Nhạc. Hạ Bạt Nhạc sai tướng Triệu Quý (趙貴) đến Hạ châu hỏi ý kiến của Vũ Văn Thái, Thái cho rằng Hầu Mạc Trần Duyệt không đáng tin tưởng, nên khuyên Nhạc thay vì đánh Tào Nê thì hãy đánh Duyệt. Nhạc không theo lời, mà ông ta cũng không hề biết rằng Duyệt đã nhận mật lệnh của Cao Hoan mưu giết Nhạc. Ít lâu sau, Duyệt dụ Nhạc vào trong lều rồi cho phục binh giết chết. Ban đầu, binh lính của Nhạc tỏ ra kinh ngạc và sợ hãi trước cái chết của chủ tướng, nhưng Hầu Mạc Trần Duyệt lại do dự không dám thu phục đạo quân này, mà bỏ chạy đến Thủy Lộ , do đó quân của Hạ Bạt không ai chỉ huy cũng rút về Bình Lương, gần chỗ đóng quân của Duyệt. Sau nhiều cuộc thương nghị, các tướng quân quyết định mời Vũ Văn Thái làm thống lĩnh, và họ gửi Đỗ Sóc Chu (sau đổi tên là Hách Liên Đạt) đến Hạ châu nghinh đón Thái. Thái đồng ý, và nhanh chóng đến tiếp quản quân của Nhạc. Cùng lúc đó, tướng của Cao Hoan là Hầu Cảnh vốn được cử đến để tiếp quản quân họ Hạ Bạt, đến nơi thì thấy thế cục đã rơi vào tay Vũ Văn Thái, bèn bỏ trốn về chỗ Cao Hoan.
Hiếu Vũ Đế, nghe tin Hạ Bạt đã chết, bèn cử Nguyên Bì (元毗) triệu tập cả Vũ Văn Thái và Hầu Mạc Trần Duyệt đến Lạc Dương. Duyệt từ chối một cách thẳng thừng, còn Thái thuyết phục nhà vua cho mình nắm quyền chỉ huy quân của Hạ Bạt Nhạc. Sau đó ông viết thư trách cứ Duyệt, và khi thấy Duyệt không hồi âm, bèn đem quân tấn công ông ta. Quân của Thái tiến rất nhanh, và Duyệt trở tay không kịp phải rút về Lược Dương , và lại lui về Thượng Khuê . Thái tấn công Thiên Thủy, Duyệt lại bỏ chạy, có ý muốn đến nương nhờ Cao Hoan, nhưng giữa đường thấy quân của Thái truy kích đã đến gần, bèn tự sát.
Ban đầu, vùng Quan Hữu kém phát triển, do loạn lạc cát cứ liên miên từ cuối đời Đông Hán. Năm 542, Vũ Văn Thái cho thi hành cải cách về quân sự, kinh tế, giảm xa hoa, lãng phí, tham nhũng trong giới quan tước để có thể đương đầu với Đông Ngụy của Cao Hoan, sẵn vốn giàu mạnh hơn, đặt 6 Điều thư căn bản:
1. Thanh tâm tư (清心思): quy định các quan chức phải có tâm trong sáng, không được ham muốn quá đáng. Lấy lễ giáo của Nho gia để giáo hóa bá tánh.
2. Đôn giáo hóa (敦教化): Nhà nước tăng cường mở rộng giáo dục.
3. Tận địa lợi (盡地利): Khuyến khích sản xuất nông nghiệp, khai thác hết đất đai canh tác. Quy định quan lại các nơi khi làm vụ mùa xuân thì phải đi tuần tra, bắt buộc những tráng đinh có thể cầm nông cụ đều phải ra đồng canh tác, những người đi muộn về sớm sẽ bị xử phạt.
4. Trạc hiền lương (擢賢良): Tìm kiếm những người có năng lực, không kể nguồn gốc xuất thân, không đóng khung trong phạm vi môn đệ.
5. Tuất dục tụng (恤獄訟): Thận trọng về tư pháp, cấm các hình phạt tra tấn, dùng các biện pháp để ép cung.
6. Quân phủ dịch (均賦役): Bình quân trong gánh vác sưu dịch, mọi người đều phải thực hiện các nghĩa vụ về nộp thuế và lao dịch, giới quý tộc không được trốn tránh các nghĩa vụ này.

Về quân sự, dùng chế độ Phủ binh, tức dùng binh phương trấn luân phiên phòng thủ kinh đô, bình thường và khi không có chiến tranh lui về cày cấy. Đây chính là cải cách gây dựng sức mạnh quân sự không riêng cho Tây Ngụy và Bắc Chu, mà cả Tùy và Đường sau này. Về kinh tế và thống trị, Thái dùng chế độ Phủ Điền, lại biết dùng những người có khả năng như Tô Xước, Chu Huệ Đạt vào các vị trí quan trọng. Vũ Văn Thái ngưỡng mộ Chu công Đán, quan chế cũng đổi phỏng theo nhà Chu. Về mặt xã hội, để giảm mâu thuẫn giữa người Hoa và dị tộc, đặc biệt Tiên Ti, Thái bắt triều thần mang cả họ: Hán và Tiên Ti. Các phong tục Tiên Ti đã bị phế bỏ từ thời Hiếu Văn đế gây bất bình trong tộc chúng Tiên Ti cũng được tái lập lại.

## Nghênh đón thánh giá
Cao Hoan tìm cách liên minh với Vũ Văn Thái, song Thái từ chối và còn đem thư của Hoan về Lạc Dương trình cho Hiếu Vũ Đế. Hiếu Vũ Đế nhận thấy ông nắm được quân của Hạ Bạt Nhạc, giờ như là lãnh chúa ở Quan Trung, bèn tấn phong cho ông là Lược Dương công.
Nhà vua thấy Cao Hoan chuyên quyền lấn át, nên có ý chống lại. Hoan phát giác được âm mưu này, và Hiếu Vũ Đế tính tới chuyện nương nhờ Vũ Văn Thái, vì chỉ có ông mới là đối trọng với Cao Hoan hiện tại. Hiếu Vũ Đế đồng ý, và còn tính thêm chuyện nhờ cậy Hạ Bạt Thắng - anh của Hạ Bạt Nhạc. Tuy nhiên Thắng không ra quân mà chỉ có Thái gửi quân về phía đông để nghênh đón nhà vua. Mùa thu năm 534, nhân Cao Hoan không có ở Lạc Dương, Hiếu Vũ Đế dẫn tùy tùng chạy về tây, và gặp tướng của Thái là Lý Hiền trên đường đi. Hiền hộ tống nhà vua, đến Trường An, trị sở của Thái. Hiếu Vũ Đế gả em gái là Phùng Dực công chúa cho ông.
Sau khi Cao Hoan trở lại Lạc Dương, ông ta viết tấu xin Hiếu Vũ Đế trở về Lạc Dương. Nhà vua không đồng ý, và do đó Cao Hoan lập Hoàng thân Nguyên Thiện Kiến lên ngôi, tức là Hiếu Tĩnh Đế nhà Đông Ngụy. Từ đó Bắc Ngụy chia làm đôi, với Đông Ngụy do họ Cao kiểm soát và Tây Ngụy do họ Vũ Văn kiểm soát.
Tuy nhiên mối quan hệ của Vũ Văn Thái với Hiếu Vũ Đế nhanh chóng xấu đi. Hiếu Vũ Đế trước đây đã có quan hệ bất chính với 3 vị công chúa, trong đó có Bình Nguyên công chúa Nguyên Minh Nguyệt, người ông ta theo đến Trường An. Vũ Văn Thái cảm thấy không hài lòng, và thuyết phục các hoàng thân và đại thần ép chết Nguyên Minh Nguyệt. Hiếu Vũ Đế tức giận và thể hiện sự bất mãn của mình với tả hữu. Vũ Văn Thái biết chuyện và do đó ông đã hạ độc giết Hiếu Vũ Đế và lập Nam Dương vương Nguyên Bảo Cự - cũng là anh ruột của Nguyên Minh Nguyệt làm vua, tức là Tây Ngụy Văn Đế.
Mùa xuân năm 548, Vũ Văn Thái cùng Thái tử Nguyên Khâm thực hiện một chuyến tây tuần, song sau đó nghe tin Văn Đế đang lâm bệnh nặng, họ đã dừng cuộc hành trình và trở về Trường An. Tuy nhiên khi họ về đến nơi thì nhà vua đã hồi phục, và Vũ Văn Thái lại trở về Hoa châu.

## Chiến tranh Đông - Tây Ngụy
Khi mới thành lập, Tây Ngụy có lãnh địa nhỏ và quân đội ít hơn hẳn Đông Ngụy, và người ta rất hồ nghi rằng nó có thể đứng vững được hay không. Vũ Văn Thái đã rất nỗ lực để chống lại những cuộc tấn công tới tấp của Cao Hoan. Ông cũng tỏ ra là một người hâm mộ các phong tục truyền thống của Trung Quốc, nhất là cơ cấu chính quyền của nhà Chu, cũng như các phong tục truyền thống của người Tiên Ti. Rất nhiều cải cách Hán hóa của Bắc Ngụy Hiếu Văn Đế đã bị bãi bỏ. Ông cũng tìm cách để thu hút sự kính trọng của các quan chức và tướng lĩnh khác, bao gồm cả thân tín của Hiếu Vũ Đế là Vương Sảng và Bùi Hiệp, ban đầu cả hai người này đều có thành kiến với Thái, nhưng sau đó trở thành những tướng lĩnh trung thành và quan trọng phục vụ dưới quyền của ông.
Mùa xuân 537, Cao Hoan cùng các tướng Đậu Tái và Cao Ngao Tào dẫn binh tấn công Tây Ngụy. Vũ Văn Thái nhận định rằng Cao Hoan dùng bản thân làm mồi nhử để thu hút đại quân của Thái, trong khi sẽ cho cánh quân của Đậu Tái đột kích cánh quân phía tây. Ông bèn tuyên bố sẽ rút quân về vùng đông Cam Túc nhưng thực tế lại bất ngờ tấn công Đậu Tái ở Tiểu Quan, tiêu diệt phần lớn lực lượng của ông này, Đậu Tái xấu hổ đã tự sát, còn Cao Hoan cùng Cao Ngao Tào đành phải dẫn quân về. Sử gọi đây là trận Tiểu Quan.
Mùa thu năm đó, Vũ Văn Thái nhân đà thắng lợi, tấn công vào lãnh thổ Đông Ngụy và chiếm được Hoằng Nông . Vì thủ phủ Quan Trung bị nạn đói, Thái bèn thu gom lương thực ở vùng Hoằng Nông chở về Quan Trung. Cao Hoan được tin mất Hoằng Nông, bèn dẫn đại quân từ Tấn Dương men theo sông Phần, muốn đánh thọc vào phía sau Thái. Thái bèn lui binh dần và gặp lực lượng của Hoan ở Sa Uyển . Quân Tây Ngụy ít hơn, phải bày trận men theo bờ cỏ. Cao Hoan theo lời Hầu Cảnh, cậy quân đông, không dùng hỏa công, cũng không chia quân đi vòng tấn công Trường An, mà tấn công trực diện, không ngờ bị thua to, phải rút lui. Vào mùa đông năm 537, tướng Tây Ngụy là Độc Cô Tín chiếm được kinh đô cũ của Bắc Ngụy là Lạc Dương, và các vùng lân cận khác cũng đầu hàng Tây Ngụy.
Mùa hạ năm 538, tướng Đông Ngụy là Hầu Cảnh và Cao Ngao Tào bao vây Lạc Dương. Vũ Văn Thái hộ tống Văn Đế dẫn đại quân giải vây cho thành này. Khi ông đến nơi, các tướng Đông Ngụy tháo bỏ vòng vây, Thái thừa cơ truy kích, thì ngựa của ông bị trúng một mũi tên, khiến ông bị ngã xuống, suýt nữa là bị tóm sống. Tuy nhiên ông cùng với tướng Lý Mục đã kịp cải trang thành quân lính và trốn thoát về doanh trai. Sau đó ông cho quân đánh tiếp, giết chết Cao Ngao Tào. Đêm hôm đó, quân Đông Ngụy phản kích, Thái thua to, phải rút lui và hội quân với Văn Đế ở Hoằng Nông. Cũng vào lúc đó, ở Trường An có tướng Triệu Thanh Tước (趙青雀) nghe tin quân Tây Ngụy thua to, bèn thừa cơ nổi loạn, Thái tử Nguyên Khâm cùng tướng Chu Huệ Đạt bỏ trốn khỏi kinh thành. Nghe lời khuyên của Lục Thông (陸通), Vũ Văn Thái nhanh chóng rút quân về phía tây để tiêu diệt Triệu Thanh Tước. Sau sự kiện này, ông cho thiết lập trị sở ở Hoa châu (華州, nay là Vị Nam), một nơi có vị trí tương đối gần với Trường An, và cho triệu tập nhiều đại thần và tướng lĩnh tài năng làm phụ tá cho mình. Ông cũng mở các trường học vào ban đêm dành cho các tướng lĩnh cấp thấp tại Hoa châu.
Mùa xuân năm 543, tướng Đông Ngụy là Cao Trọng Mật (高仲密), Thứ sử Bắc Dự châu  - anh của Cao Ngao Tào, vốn bất hòa với Thôi Tiêm, là trưởng sử của Cao Trừng - con trưởng Cao Hoán, lại giận Cao Trừng muốn hãm hiếp người vợ kế của mình, đem đất Hổ Lao hàng Tây Ngụy. Vũ Văn Thái thân dẫn quân đến cứu Cao Thận. Tuy nhiên, trong trận đại chiến với quân Đông Ngụy tại Lạc Dương, ông bị thua to, bị tướng Đông Ngụy là Bành Nhạc truy đuổi bức bách, Thái bảo Nhạc rằng
Tao mất liệu mày có sống được không?
Ý của Thái là một khi Vũ Văn Thái bị diệt rồi, thì Bành Nhạc nếu không bị bộ hạ của ông trả thù thì cũng bị Cao Hoan giết vì ông ta công cao quá sẽ lấn át Hoan. Thái lại cởi đai vàng thảy cho Nhạc, Bành Nhạc bèn quay về. Hôm sau, tái chiến, Cao Hoan bị truy bức bởi tướng Tây Ngụy là Hạ Bạt Thắng may mắn thoát chết chỉ vì ngựa Thắng hụt hơi. Thế bất lợi, Vũ Văn Thái rốt cuộc đành rút quân. Lần này Tây Ngụy thiệt hại nặng, ông dâng biểu xin tự giáng chức nhưng vua Tây Ngụy không phê chuẩn.
Năm 546, Cao Hoan lại đánh Tây Ngụy, mục tiêu là thành Ngọc Bích . Ý đồ của Hoan là dụ dỗ Thái đem đại binh đến cứu Ngọc Bích, nhưng Thái không hề có động thái gì. Tướng Vi Hiếu Khoan, người trấn giữ Ngọc Bích, ra sức chống giữ, các kế hoạch công chiếm của Hoan đều bị hóa giải. Cao Hoan khổ chiến 60 ngày, sĩ tốt tử thương hơn 7 vạn người, đều chôn ở một hố sâu. Quân Đông Ngụy không thể đánh phá như trước, Vi Hiếu Khoan phản công đoạt mất núi đất. Cao Hoan không làm gì được, quá tức giận và buồn bực mà phát bệnh, cuối cùng đành phải quyết định lui quân. Không lâu sau đó, ông ta uất ức mà chết. Đó là trận Ngọc Bích trứ danh trong lịch sử.
Cuối năm 546, Tô Xước qua đời, và Vũ Văn Thái đã thể hiện sự đau buồn sâu sắc trước cái chết của ông ta.
Mùa xuân 547, tướng Đông Ngụy là Hầu Cảnh, đang trấn giữ vùng đất phía nam sông Hoài Hà, biết rằng Cao Hoan đã chết, đã tỏ ý không thần phục người thừa kế của ông ta là Cao Trừng, nên đã đem các quận vùng Hà Nam đến Hoài Bắc hàng Tây Ngụy. Vũ Văn Thái ban phong các chức tước cho Hầu Cảnh, nhưng ban đầu lại không muốn hỗ trợ quân để ông ta chống lại các cuộc tấn công của Cao Trừng. Sau do sự cố vấn của Vương Tư Chính, ông đã sai Lý Bật (李弼) và Triệu Quý dẫn quân cứu Hầu Cảnh với điều kiện là 4 quận dưới quyền của Hầu Cảnh phải được cắt giao hẳn cho mình quản lý. Tuy nhiên sau đó Hầu Cảnh và Lý Bật sinh ra bất hòa, nghi kị nhau; đến khi Vũ Văn Thái yêu cầu Hầu Cảnh đến Trường An yết kiến Văn Đế, song ông ta đã từ chối, mối liên minh do đó tan vỡ. Quân Tây Ngụy tiến vào 4 châu nhưng không giúp đỡ gì hết cho Hầu Cảnh và do đó Cảnh về đầu hàng nhà Lương ở phía nam. Còn các vùng đất của Cảnh đều bị Đông Ngụy chiếm lại, ngoại trừ 4 châu đã cắt cho Tây Ngụy trước đó.
Trong năm 547, tướng Đông Ngụy là Cao Nhạc đem quân đánh vào Dĩnh Xuyên , vùng đất mà Tây Ngụy đã nhận được từ Hầu Cảnh. Quân Tây Ngụy ban đầu phòng thủ thành công, tuy nhiên khi quân Đông Ngụy đổi cách tháo nước sông Vị vào làm ngập thành, thì tình thế lại bất lợi cho Tây Ngụy. Vũ Văn Thái sau Triệu Quý đến giải vây, nhưng Quý bị dòng nước làm cản trở và không thể tiến vào, Dĩnh Xuyên do vậy thất thủ vào năm 549, rồi toàn bộ vùng đất mà Hầu Cảnh dâng cho Tây Ngụy đến đây Đông Ngụy đã giành lại tất cả.
Mùa xuân năm 550, em trai của Cao Trừng là Cao Dương, người nắm quyền kiểm soát Đông Ngụy sau cái chết của Trừng, đã buộc Đông Ngụy Hiếu Tĩnh Đế truyền ngôi cho mình và lập ra nhà Bắc Tề. Vũ Văn Thái nhân đó lấy cớ Cao Dương giết vua soán vị, đem quân thảo phạt, tiến đến Kiện Châu . Tuy nhiên, Cao Dương đã đích thân dẫn đại quân đánh chống trả, và Vũ Văn Thái khi được tin quân kỉ của quân Tề nghiêm minh và sức chiến đấu tốt, đã thốt lên rằng "Ôi, Cao Hoan chưa chết." Sau đó, do trời mưa, gia súc bị chết hàng loạt, khiến Vũ Văn Thái phải lui quân.

## Mở rộng lãnh thổ về phía nam
Hầu Cảnh sau khi đào thoát về phía nam theo về nhà Lương không được lâu thì đã tạo phản. Năm 548, ông ta bao vây kinh thành Kiến Khang của Lương. Đến năm 549, Lương quốc đại loạn bởi sự giao tranh của Hầu Cảnh và thế lực thân vương họ Tiêu ở khắp nơi của miền nam. Nổi bật trong thế lực các thân vương là Tương Đông vương Tiêu Dịch, con trai thứ 7 của Vũ Đế. Mùa đông năm đó, cháu nội Lương Vũ Đế là Nhạc Dương vương Tiêu Sát do trốn tránh sự truy đuổi của người chú Tiêu Dịch, bèn đem lãnh địa của mình là Tương Dương  dâng cho Tây Ngụy, và cầu xin viện trợ. Vũ Văn Thái cử tướng Dương Trung (楊忠) đến trợ giúp Tiêu Sát. Mùa xuân năm 550, tương Dương Trung đánh bại và bắt được tướng của Tiêu Sát là Liễu Trọng Lễ (柳仲禮), và Vũ Văn Thái lập Tiêu Sát làm Lương vương. Từ đây lãnh địa của Sát (sau đây gọi là Tây Lương) trở thành một chư hầu của Tây Ngụy.
Khoảng năm 550, một người con trai khác của Lương Vũ Đế là Thiệu Lăng vương Tiêu Luân nổi dậy đánh chiếm An Lục , vùng đất mà Tiêu Dịch đã dâng cho Tây Ngụy. Vũ Văn Thái cử Dương Trung đến giải vây cho An Lục, Trung đã thành công và thừa thắng bao vây trị sở của Tiêu Luân là Nhữ Nam , sau cùng chiếm được nơi này, giết chết Tiêu Quan.
Mùa xuân năm 552, Tiêu Dịch và Hầu Cảnh giao chiến một lần nữa, Tiêu Dịch đã cầu xin sự giúp đỡ của Tây Ngụy, hứa cắt vùng Nam Trịnh  cho Tây Ngụy, nhưng tướng trấn giữ thành là Tiêu Tuần lại không chịu nộp thành. Vũ Văn Thái và tướng Đạt Hề Vũ (達奚武) bèn tấn công Hán Trung. Do vây hãm lâu ngày không hạ được, Vũ Văn Thái và Đạt Hề Vũ tức giận muốn sau khi công hạ thì sẽ đồ sát dân trong thành, song có Lưu Phần - một tù binh trong chiến trận nhưng lại rất được Thái kính trọng - lên tiếng khuyên can, thì ông mới bỏ ý định đó. Không lâu sau, Tiêu Tuần đầu hàng, Nam Trịnh lọt vào tay Tây Ngụy. Vũ Văn Thái ban đầu chấp thuận cho Tiêu Tuần trở về Lương, nhưng sau đó lại đổi ý và giam giữ ông ta. Tuần bèn đến gặp ông thuyết phục Thái nên giữ lời hứa chỗ mình, và cuối cùng ông đã đồng ý cho Tuần ra đi. (Trong cuộc trò chuyện đó, Tiêu Tuần nhận xét rằng ban đầu ông ta nghĩ Vũ Văn Thái ví như Thương Thang và Chu Vũ vương nhưng khi Thái bội tín bội nghĩa thì còn kém hơn cả Tề Hoàn công, Tấn Văn công. Vũ Văn Thái đáp rằng mình chỉ mong được như Y Doãn, Chu Công Đán; điều này chứng minh rằng ít nhất vào thời điểm đó, Vũ Văn Thái chưa có ý định lấy ngôi nhà Tây Ngụy.)
Sau khi Hầu Cảnh bị đánh bại, có 2 hoàng thân nhà Lương đã xưng đế, gồm Tương Đông vương Tiêu Dịch (Lương Nguyên Đế) ở Giang Lăng và Vũ Lăng vương Tiêu Kỷ ở Thành Đô . Tiêu Dịch liệu thế không chống nổi Tiêu Kỷ, liền sai sứ thần đến Tây Ngụy xin binh viện trợ. Vũ Văn Thái sai cháu là Uất Trì Huýnh tấn công lãnh địa của Tiêu Kỷ (tức Tứ Xuyên và Trùng Khánh ngày nay). Hầu hết vùng đất này rơi vào tay Tây Ngụy, còn Tiêu Kỷ bị Tiêu Dịch bắt giết.
Mùa xuân 554, khi Tây Ngụy cử sứ thần là Vũ Văn Nhân Thứ (宇文仁恕, có thể là thân tộc của Vũ Văn Thái) đến gặp Lương Nguyên Đế cùng lúc sứ giả Bắc Tề cũng tới, thì vua Lương không những tỏ ra khinh miệt sứ thần mà còn hậu lễ với sứ thần Bắc Tề. Sự việc càng tồi tệ hơn khi Nguyên Đế lại gửi thư đòi Vũ Văn Thái trả lại hết các vùng đất cũ, khôi phục biên giới khi trước. Vũ Văn Thái mắng rằng
Thằng Tiêu Dịch là loại người mà cổ nhân gọi là "trời muốn bỏ thì không ai cứu được" vậy
Sau đó Vũ Văn Thái chuẩn bị lực lượng tiến đánh Giang Lăng , kinh đô lúc ấy của nhà Lương. Mùa đông 554, theo lệnh của Vũ Văn Thái,  quân Tây Ngụy, do Vu Cẩn (于謹) cầm đầu, và phụ tá là Vũ Văn Hộ - cháu của Vũ Văn Thái cùng Dương Trung, gồm 5 vạn người, mở cuộc tấn công vào lãnh thổ nhà Lương. Lương Nguyên Đế Tiêu Dịch vẫn không hề hay biết thế tấn công của Tây Ngụy đã rất gấp, mà tỏ ra khá xem thường. Lúc này quân đội của các trấn của Lương như Trần Bá Tiên, Vương Tăng Biện đều ở xa Giang Lăng không về cứu kịp, khiến tình thế nhà Lương ngày càng quẫn bách. Quân Tây Ngụy lập vòng vây quanh Giang Lăng. Ít lâu sau, Tiêu Dịch đầu hàng, Vu Cẩn đưa ông ta đến chỗ Tiêu Sát rồi giết chết. Vũ Văn Thái nhân danh Hoàng đế Tây Ngụy phong cho Sát làm Lương đế, tức Lương Tuyên Đế, trao cho vùng Giang Lăng nhưng đổi lại phải giao lại Tương Dương. Quốc gia của Tiêu Sát gọi là Tây Lương (555 - 587) và chỉ là một nước nhỏ, thực quyền kiểm soát đều nằm trong tay Tây Ngụy và sau đó là Bắc Chu. (Tuy nhiên, các vùng lãnh thổ còn lại của Nam triều không công nhận Tiêu Sát, một số người theo về với một Hoàng thân được phía Bắc Tề ủng hộ là Tiêu Uyên Minh). Hầu hết dân chúng Giang Lăng bị bắt làm nô lệ, mặc dù cuối cùng hầu hết họ đã được thả, do sự thuyết phục của quan viên nhà Lương là Dữu Quý Tài đối với Vũ Văn Thái.

## Kết minh với Nhu Nhiên, Đột Quyết
Mùa xuân 538, Vũ Văn Thái tìm cách kết minh với bộ tộc Nhu Nhiên để cùng chống Đông Ngụy. Đầu tiên, ông buộc Văn Đế phong một tông nữ là Nguyên Dực làm công chúa để gả cho Uất Cửu Lư Tháp Hàn, em trai của Khả hãn Nhu Nhiên Uất Cửu Lư A Na Hàn. Không lâu sau, Thái lại cho như thế là không đủ, lại ép nhà vua li dị với Ất Phất hoàng hậu để cưới công chúa Nhu Nhiên lên thay thế, đó là Uất Cửu Lư hoàng hậu. Ất Phất hậu bị phế và trở thành một ni cô, sau đó bị buộc phải tự sát vào năm 540.
Vào năm 545, nhận thấy một chư hầu của Nhu Nhiên là Đột Quyết đang lớn mạnh, Thái bèn cử sứ giả là An Nặc Bàn Đà đến yết kiến thủ lĩnh bộ tộc này để kết minh.
Mùa xuân năm 551, bộ tộc Sắc Lặc tấn công Nhu Nhiên, và thủ lĩnh của Đột Quyết là A Sử Na Thổ Môn đã đánh bại và bắt sống rất nhiều người Sắc Lặc. Nhân chiến thắng này, Thổ Môn đề nghị hôn nhân với con gái của Uất Cửu Lư A Na Hàn. Khi A Na Hàn từ chối, Đột Quyết bèn cắt đứt việc triều cống cho Nhu Nhiên, hai bên trở mặt thành thù. Vũ Văn Thái nắm lấy cơ hội kết minh với Đột Quyết, cử công chúa Xương Lê gả cho Thổ Môn.
Năm 555, Đột Quyết đánh Nhu Nhiên đại bại, Thiền Vu Uất Cửu Lư Đặng Thúc Tử trốn đến nương nhờ Tây Ngụy. Sợ Đột Quyết tấn công, Tây Ngụy bèn giao Thiền vu và thuộc hạ gồm 3000 người cho Đột Quyết - tất cả đều bị xử tử.

## Thao túng triều cương
Mùa xuân 551, Văn Đế chết, Thái tử Khâm - con rể của Thái lên kế vị, là Tây Ngụy Phế Đế. Từ bấy giờ với thân phận quốc trượng, quyền lực của Thái ngày càng to. Hoàng hậu Vũ Văn Vân Anh là con gái của Thái, và sử sách thuật lại rằng có thể do tình yêu thương với Hoàng hậu, hoặc do sợ thế lực của Thái, mà Phế Đế không hề lập thêm bất kỳ một phi tần nào.
Mùa đông năm 553, một hoàng thân là Nguyên Liệt (元烈) lập kế mưu sát Vũ Văn Thái, song tin tức bị lộ ra, và Liệt bị giết chết. Sau cái chết của Liệt, Phế Đế cảm thấy tức giận và bất an trước sự chuyên quyền của Vũ Văn Thái, và lập mưu giết ông, bất chấp sự can gián từ các hoàng thân là Lâm Hoài vương Nguyên Dục và Quảng Bình vương Nguyên Tán. Lúc này vì các con trai còn nhỏ, nên Thái dùng các con rể chỉ huy cấm binh. Do đó, khi Phế Đế cố gắng liên lạc với các đại thần và tướng lĩnh, thì một vị tướng dưới trướng một người con rể của Vũ Văn Thái đã thông báo kế hoạch này cho Vũ Văn Thái. Thái bèn quản thúc và sau đó truất ngôi Phế Đế, lập người em là Tề vương Nguyên Khuếch lên ngôi, tức là Tây Ngụy Cung Đế. Sau đó, Thái hủy bỏ cải cách của Bắc Ngụy Hiếu Văn Đế khi xưa, buộc hoàng gia đổi từ họ Nguyên sang họ Tiên Ti như cũ là Thác Bạt Vũ Văn, bỏ việc đặt niên hiệu và gọi là đế nguyên niên, nhị niên ... 99 dòng họ Tiên Ti đã đổi sang họ Hán cũng được trở lại họ cũ. Khi trước Bắc Ngụy lập quốc, có 36 thống quốc và 99 bộ lạc, đến nay đã tuyệt tự gần hết. Thái bèn chọn 36 vị tướng công cao và 99 tướng công trung bình, đổi họ của họ để thay thế. Vũ Văn Thái sau đó cũng ép Phế Đế đến chết. Sử sách ghi lại rằng Vũ Văn hoàng hậu - con gái của Thái, cũng "buộc phải chết vì lòng trung thành của bà với nhà Ngụy", song không rõ thời gian cụ thể mà Vũ Văn hậu bị giết.
Mùa xuân năm 556, Vũ Văn Thái bắt đầu lo lắng đến vấn đề kế vị. Vợ chánh thất của ông, tức Phùng Dực công chúa, chỉ sinh 1 người con trai là Vũ Văn Giác, trong khi công tử cả là Vũ Văn Dục do Diêu phu nhân sinh ra. Dưới sự cố vấn của Lý Viễn (李遠), người lập luận rằng đích xuất luôn cần được ưu tiên hơn thứ xuất, Vũ Văn Thái đã chỉ định Vũ Văn Giác làm Thế tử.
Cũng năm đó, Vũ Văn Thái tính tới chuyện tái cơ cấu chính phủ theo mô hình Lục bộ thời nhà Chu. Ông yêu cầu Hoài An vương Thác Bạt Dục (拓拔育) trình một đề xuất cho Cung Đế để giáng các thân vương xuống tước công (vì thiên tử nhà Chu chỉ xưng vương còn các chư hầu chỉ mang tước Công trở xuống mà thôi). Chức vụ của Thái trong mô hình mới này là Thái sư, Đại trùng tể, đứng đầu trăm quan.
Mùa thu năm 556, trong khi đang kinh lý các châu phía bắc, Vũ Văn Thái nhuốm bệnh ở núi Khiên Truân . Biết không thể qua khỏi, ông triệu tập người cháu là Vũ Văn Hộ đến Khiên Truân và giao phó quốc sự cũng như các con trai của mình là Vũ Văn Hộ. Sau đó ông qua đời, con đích là Vũ Văn Giác lên kế tục dưới sự bảo trợ của Vũ Văn Hộ. Ít lâu sau, Vũ Văn Giác xưng Thiên vương, phế nhà Tây Ngụy và lập ra nhà Bắc Chu.

## Gia đình

### Thê thiếp
- Văn hoàng hậu Nguyên thị (? - 551), tức Phùng Dực công chúa của Tây Ngụy, em gái Tây Ngụy Văn Đế, sinh Hiếu Mẫn Đế
- Tuyên Thái hậu Sất Nô thị (宣皇后 叱奴氏; ? - 574), sinh Vũ Đế
- Phu nhân Diêu thị, sinh Minh Đế
- Thái phi Đạt Bộ Can, sinh Tề vương Vũ Văn Hiến
- Phu nhân Quyền thị, sinh Tiều vương Vũ Văn Kiệm
- Phu nhân Ô Lục Hồn Hiển Ngọc, sinh Kỳ vương Vũ Văn Thông
- Vương thị, sinh Triệu vương Vũ Văn Chiêu
- Trương Nữ Tất, (張女畢), sinh Đại vương Vũ Văn Đạt

### Con trai
Vũ Văn Thái có tổng cộng 13 người con trai. Trừ Chu Vũ Đế Vũ Văn Ung, tất cả những người con trai khác đều chết yểu hoặc bất đắc kì tử
1. Bắc Chu Minh Đế Vũ Văn Dục (534 - 560), con của Diêu phu nhân
2. Tống Hiến công Vũ Văn Chấn
3. Bắc Chu Hiếu Mẫn Đế Vũ Văn Giác (孝閔皇帝 宇文覺; 542 – 557), mẹ là Phùng Dực công chúa.
4. Bắc Chu Vũ Đế Vũ Văn Ung (武皇帝 宇文邕; 543 – 578), mẹ là Sất Nô thị.
5. Tề Dượng vương Vũ Văn Hiến (545 - 578), mẹ là Đạt Bộ Can Thái phi.
6. Vệ Lạt vương Vũ Văn Trực (衛剌王 宇文直; ? - 574), mẹ là Sất Nô thị.
7. Triệu Tiếm vương Vũ Văn Chiêu (趙僭王 宇文招; ? - 581), mẹ là Vương thị.
8. Trần Hoặc vương Vũ Văn Thuần (陳惑王 宇文純; ? - 581)
9. Việt Dã vương Vũ Văn Thịnh (越野王 宇文盛; ? - 581)
10. Tiều Hiếu vương Vũ Văn Kiệm (譙孝王 宇文儉; 551 – 578), mẹ là Quyền phu nhân
11. Đại Bi vương Vũ Văn Đạt (代奰王 宇文達;? - 581), mẹ là Trương Nữ Tất
12. Kỳ Khang vương Vũ Văn Thông (冀康王 宇文通; 555 – 571), mẹ là Ô Lục Hồn phu nhân
13. Đằng Văn vương Vũ Văn Du, (滕聞王 宇文逌; 556 – 581)

### Con gái
- Vũ Văn Vân Anh (? - 554), trưởng nữ, Hoàng hậu của Tây Ngụy Phế Đế Nguyên Khâm
- Tương Dương công chúa (襄陽公主), con gái thứ 5, lấy Đậu Nghị. Bà là bà ngoại của Đường Thái Tông Lý Thế Dân
- Nghĩa An công chúa, lấy Lý Huy ở Liêu Đông
- Thuận Dương công chúa, lấy Dương Toản (550 - 591)
- Bình Nguyên công chúa, lấy Ô Dực (? - 583) ở Hà Nam.
- Vĩnh Phú công chúa, lấy Sử Hùng
- Tây Hà công chúa, lấy Lưu Sưởng (? - 597)
- Nghĩa Quy công chúa, lấy Lý Cơ (531 - 561)
- Nghi Đông công chúa, lấy Lương Duệ (531 - 595)
- Đức Quảng công chúa, lấy Triệu Vĩnh Quốc (? - 557)
- Vợ của Hạ Bạt Vĩ
- Vợ của Nhược Can Phụng